# Kóstas Stafylídis
 (août 2025).
Konstantínos Stafylídis (grec moderne : Κωνσταντίνος Σταφυλίδης), souvent appelé Kóstas Stafylídis (Κώστας Σταφυλίδης), né le 2 décembre 1993 à Thessalonique en Grèce, est un footballeur international grec qui évolue au poste de défenseur latéral.

## Carrière
Le 9 juillet 2014, il est prêté à Fulham.
Le 20 août 2015, il signe un contrat de 2 ans (plus une en option), avec le FC Augsbourg.
En fin de contrat avec le FC Augsbourg, il s'engage librement le 20 mai 2019 pour une durée de quatre saisons en faveur du TSG Hoffenheim.

## Palmarès

### En équipe nationale
- Équipe de Grèce des moins de 19 ans
  - Finaliste du Championnat d'Europe de football des moins de 19 ans en 2012